# Ley de esperanzas iteradas
La ley de esperanzas iteradas o ley de Adán  es una proposición en teoría de la probabilidad que establece que si {\displaystyle X} es una variable aleatoria cuya esperanza {\displaystyle \operatorname {E} (X)} es definida, e {\displaystyle Y} es cualquier variable aleatoria en el mismo espacio de probabilidad, entonces se cumple que
{\displaystyle \operatorname {E} (X)=\operatorname {E} (\operatorname {E} (X\mid Y)),}
es decir, la esperanza o valor esperado de {\displaystyle X} es igual al valor esperado de la esperanza condicional de {\displaystyle X} dado {\displaystyle Y}.
La esperanza condicional {\displaystyle \operatorname {E} (X\mid Y)}, siendo {\displaystyle Y} una variable aleatoria, no es un simple número, es una variable aleatoria cuyo valor depende del valor de {\displaystyle Y}. Es decir, la esperanza condicional de {\displaystyle X} dado el evento {\displaystyle Y=y} es un número y es una función de {\displaystyle y} . Si denotamos por {\displaystyle g(y)} el valor de {\displaystyle \operatorname {E} (X\mid Y=y)}, entonces la variable aleatoria {\displaystyle \operatorname {E} (X\mid Y)} es {\displaystyle g(Y)} .
Un caso especial establece que si {\displaystyle {\left\{A_{i}\right\}}} es una partición finita o contable del espacio muestral, entonces
{\displaystyle \operatorname {E} (X)=\sum _{i}{\operatorname {E} (X\mid A_{i})\operatorname {P} (A_{i})}.}

## Ejemplo
Supongamos que sólo dos fábricas suministran bombillas al mercado. Las bombillas de la fábrica {\displaystyle X} funcionan durante un promedio de 5000 horas, mientras que las de la fábrica {\displaystyle Y} funcionan una media de 4000 horas. Se sabe que la fábrica {\displaystyle X} suministra el 60% del total de bombillas disponibles. ¿Cuál es el tiempo de funcionamiento (L) esperado de una bombilla comprada?
Aplicando la ley de esperanzas iteradas, tenemos:
{\displaystyle {\begin{aligned}\operatorname {E} (L)&=\operatorname {E} (L\mid X)\operatorname {P} (X)+\operatorname {E} (L\mid Y)\operatorname {P} (Y)\\[3pt]&=5000(0.6)+4000(0.4)\\[2pt]&=4600\end{aligned}}}
dónde
- {\displaystyle \operatorname {E} (L)} es la vida útil esperada de la bombilla;
- {\displaystyle \operatorname {P} (X)={6 \over 10}} es la probabilidad de que la bombilla comprada haya sido producida en la fábrica {\displaystyle X} ;
- {\displaystyle \operatorname {P} (Y)={4 \over 10}} es la probabilidad de que la bombilla comprada haya sido producida en la fábrica {\displaystyle Y} ;
- {\displaystyle \operatorname {E} (L\mid X)=5000} es la vida útil esperada de una bombilla producida en la fábrica {\displaystyle X} ;
- {\displaystyle \operatorname {E} (L\mid Y)=4000} es la vida útil esperada de una bombilla producida en la fábrica {\displaystyle Y} .

Por lo tanto, cada bombilla comprada tiene una vida útil esperada de 4.600 horas.

## Prueba informal
Cuando una función de densidad de probabilidad conjunta está bien definida y las esperanzas son integrables, escribimos para el caso general {\displaystyle {\begin{aligned}\operatorname {E} (X)&=\int x\Pr[X=x]~dx\\\operatorname {E} (X\mid Y=y)&=\int x\Pr[X=x\mid Y=y]~dx\\\operatorname {E} (\operatorname {E} (X\mid Y))&=\int \left(\int x\Pr[X=x\mid Y=y]~dx\right)\Pr[Y=y]~dy\\&=\int \int x\Pr[X=x,Y=y]~dx~dy\\&=\int x\left(\int \Pr[X=x,Y=y]~dy\right)~dx\\&=\int x\Pr[X=x]~dx\\&=\operatorname {E} (X)\,.\end{aligned}}}Una derivación similar funciona para distribuciones discretas utilizando adición en lugar de integración. Para el caso específico de una partición, asigne a cada celda de la partición una etiqueta única y sea la variable aleatoria Y la función del espacio muestral que asigna la etiqueta de una celda a cada punto de esa celda.

## Prueba en el caso general
Sea {\displaystyle (\Omega ,{\mathcal {F}},\operatorname {P} )} un espacio de probabilidad en el que dos sub σ-álgebras {\displaystyle {\mathcal {G}}_{1}\subseteq {\mathcal {G}}_{2}\subseteq {\mathcal {F}}} están bien definidas. Para una variable aleatoria {\displaystyle X} en tal espacio, la ley de esperanzas iteradas establece que si {\displaystyle \operatorname {E} [X]} es definida, es decir {\displaystyle \min(\operatorname {E} [X_{+}],\operatorname {E} [X_{-}])<\infty }, entonces
{\displaystyle \operatorname {E} [\operatorname {E} [X\mid {\mathcal {G}}_{2}]\mid {\mathcal {G}}_{1}]=\operatorname {E} [X\mid {\mathcal {G}}_{1}]\quad {\text{(a.s.)}}.}
Prueba . Dado que una esperanza condicional es una derivada de Radon-Nikodym, la verificación de las dos propiedades siguientes establece la ley de esperanas iteradas:
- {\displaystyle \operatorname {E} [\operatorname {E} [X\mid {\mathcal {G}}_{2}]\mid {\mathcal {G}}_{1}]{\mbox{ is }}{\mathcal {G}}_{1}} - medible
- {\displaystyle \int _{G_{1}}\operatorname {E} [\operatorname {E} [X\mid {\mathcal {G}}_{2}]\mid {\mathcal {G}}_{1}]\,d\operatorname {P} =\int _{G_{1}}X\,d\operatorname {P} ,} para todo {\displaystyle G_{1}\in {\mathcal {G}}_{1}.}

La primera de estas propiedades se cumple por la definición de la esperanza condicional. Para probar la segunda,
{\displaystyle {\begin{aligned}\min \left(\int _{G_{1}}X_{+}\,d\operatorname {P} ,\int _{G_{1}}X_{-}\,d\operatorname {P} \right)&\leq \min \left(\int _{\Omega }X_{+}\,d\operatorname {P} ,\int _{\Omega }X_{-}\,d\operatorname {P} \right)\\[4pt]&=\min(\operatorname {E} [X_{+}],\operatorname {E} [X_{-}])<\infty ,\end{aligned}}}
de manera que la integral {\displaystyle \textstyle \int _{G_{1}}X\,d\operatorname {P} } es definida (no es igual a {\displaystyle \infty -\infty } ).
Así, la segunda propiedad se cumple, pues {\displaystyle G_{1}\in {\mathcal {G}}_{1}\subseteq {\mathcal {G}}_{2}} implica
{\displaystyle \int _{G_{1}}\operatorname {E} [\operatorname {E} [X\mid {\mathcal {G}}_{2}]\mid {\mathcal {G}}_{1}]\,d\operatorname {P} =\int _{G_{1}}\operatorname {E} [X\mid {\mathcal {G}}_{2}]\,d\operatorname {P} =\int _{G_{1}}X\,d\operatorname {P} .}
Corolario. En el caso especial cuando {\displaystyle {\mathcal {G}}_{1}=\{\emptyset ,\Omega \}} y {\displaystyle {\mathcal {G}}_{2}=\sigma (Y)}, la ley de esperanzas iteradas se reduce a
{\displaystyle \operatorname {E} [\operatorname {E} [X\mid Y]]=\operatorname {E} [X].}
Prueba alternativa para {\displaystyle \operatorname {E} [\operatorname {E} [X\mid Y]]=\operatorname {E} [X].}
Esta es una consecuencia simple de la definición de la esperanza condicional en la teoría de la medida. Por definición, {\displaystyle \operatorname {E} [X\mid Y]:=\operatorname {E} [X\mid \sigma (Y)]} es una variable aleatoria {\displaystyle \sigma (Y)}-medible que satisface
{\displaystyle \int _{A}\operatorname {E} [X\mid Y]\,d\operatorname {P} =\int _{A}X\,d\operatorname {P} ,}
para cada conjunto medible {\displaystyle A\in \sigma (Y)}. Tomar {\displaystyle A=\Omega } prueba la afirmación.